# Bundesstraße 200
Die Bundesstraße 200 (Abkürzung: B 200) ist eine Ost-West-Verbindung Schleswig-Holsteins im Landesteil Schleswig. Die B 200 beginnt in der Nähe von Husum beim Abzweig von der B 5 und führt in nordöstlicher Richtung über die Geest. Südlich von Flensburg kreuzt sie die A 7 sowie die B 199 und führt weiter nach Flensburg zur dänischen Grenze bei Kruså in Richtung Nordschleswig.
Zwischen Haselund und Wanderup auf der Geest führt die Strecke durch eine landschaftlich reizvolle Moorgegend.

## Geschichte
Eine Straßenverbindung zwischen dem Nordseehafen in Husum und dem Flensburger Hafen an der Ostsee wurde bereits 1844 als erste Straße innerhalb des Herzogtum Schleswig zur Chaussee ausgebaut und im Jahr 1847 bis Apenrade verlängert. Im Jahr 1854 erhielt die Straßenverbindung mit der Eröffnung der Bahnstrecke Flensburg–Husum–Tönning eine verkehrstechnische Konkurrenz. 
In den 1920er Jahren wurden auf dem Streckenabschnitt Buslinien eingerichtet, die den Ort Haselund mit Flensburg und Husum verbanden.
Um das Jahr 1937 wurde die Landstraße zwischen Flensburg und Husum zur Reichsstraße 200 erhoben.
1968 wurde die westliche Ortsumgehung der Stadt Flensburg eröffnet und bis 1987 als Bundesautobahn 205 bezeichnet. Sie wurde zum damaligen Zeitpunkt als vierspurige Umgehungsstraße zur Bundesstraße 200 umgewidmet.
Im Bereich des Stadtgebietes von Flensburg wird die Strecke heute auch als Westtangente bezeichnet, um sie von der sogenannten Osttangente im Wege der ausgebauten und südlich der Stadt beidseits abzweigenden B 199 abzugrenzen.

## Ausbauzustand
Der Ausbauzustand der B 200 gliedert sich wie folgt:
| Abschnitt                                      | Streifen | Trennstreifen | Bemerkung       |
| ---------------------------------------------- | -------- | ------------- | --------------- |
| Grenzübergang Kupfermühle/Kruså – AS Flensburg | 4        | ja            | autobahnähnlich |
| AS Flensburg – Husum                           | 2        | nein          |                 |